# Tash Nafas
Tash Nafas (persiska: تش نفس) är en ort i Iran.   Den ligger i provinsen Nordkhorasan, i den nordöstra delen av landet, 500 km nordost om huvudstaden Teheran. Tash Nafas ligger 1 253 meter över havet och antalet invånare är 142.
Terrängen runt Tash Nafas är kuperad åt sydost, men åt nordväst är den platt. Runt Tash Nafas är det ganska glesbefolkat, med 27 invånare per kvadratkilometer. Närmaste större samhälle är Qāvolqā, 8,9 km nordväst om Tash Nafas. Trakten runt Tash Nafas består i huvudsak av gräsmarker.